# Pia Tuccitto
Pia Tuccitto (Arezzo, 31 gennaio 1966) è una cantautrice italiana.

## Biografia
Maria Pia Tuccitto inizia a suonare il pianoforte da bambina; completa gli studi nella sua città natale e nel 1985 si trasferisce a Bologna per frequentare l'Università, laureandosi nel 1994 in lettere e filosofia con una tesi dal titolo Rock al femminile.
Nel 1993 il suo esordio musicale al Festival per Voci Nuove di Castrocaro, dove arriva alla serata finale con il suo brano Trasloco e viene notata da Gaetano Curreri che la introduce nel team di Vasco Rossi.
Nel 2000 compone sette canzoni per Patty Pravo: Una donna da sognare, Se chiudi gli occhi, Sparami al cuore, Parliamone, Count Down, Innamorata d'amore, Buongiorno a te, contenute nel suo 22º album, Una donna da sognare, nel quale parteciperà anche come corista. Una donna da sognare diventa la sigla della soap opera Ricominciare.
Partecipa per la prima volta all'Heineken Jammin' Festival di Imola nel 2000. Nel 2001 esce il primo singolo dal titolo Ciao amore. In seguito parte come guest star del tour Stupido Hotel di Vasco Rossi.
Nel 2003 escono i singoli Quella vispa di Teresa e Se chiudi gli occhi.
Nello stesso anno scrive con Laura Trentacarlini il brano Buon compleanno, e la canzone Voglio una ninna nanna, entrambi pubblicati nell'album intitolato Prima di partire di Irene Grandi.
Durante l'inverno parte per una breve tournée in Germania, suona al S036 e al Zwinglikirche di Berlino e partecipa al Festival Rock di Düsseldorf.
Nel 2004 firma il brano dal titolo E... contenuto nell'album di Vasco Rossi Buoni o cattivi, e parte con lui come supporter per l'omonimo tour che durerà due anni.
Durante quest'anno Pia Tuccitto scrive Palermo facci sognare, canzone dedicata al Palermo cantata con Roberto Superchi.
Nel 2005 è pubblicato il singolo Un segreto che... e dà il titolo al primo album di Pia, prodotto da Vasco Rossi e Frank Nemola, con il quale parteciperà all'ottava edizione Heineken Jammin' Festival. Il booklet del cd contiene per ogni canzone un’illustrazione della pittrice Adriana Luperto.
Nel 2006 escono altri due singoli Non so baciarti e Io nervosa, e Pia parte da Milano il suo primo tour Un segreto che... e farà tappa in tutti i maggiori club italiani.
Nel 2007 Pia parte in tournée con un progetto intitolato 4Venti Live.
A settembre esce La tua foto, il suo nuovo singolo che precede l'uscita del secondo album.
Vasco Live 2007 è il tour che la vede nuovamente supporter di Vasco Rossi. Contemporaneamente scrive il nuovo inno della Fortitudo Pallacanestro Bologna, dal titolo Fortitudo solo per amore, interpretato insieme a Gaetano Curreri degli Stadio.
Nel maggio del 2008 esce il secondo lavoro di Pia Tuccitto dal titolo Urlo, prodotto da Vasco Rossi e arrangiato Frank Nemola e Guido Elmi, e contiene il singolo Se non ti ammazzo ammazzami tu.
In contemporanea parte il nuovo tour Vasco.08 Live in concert e Pia è la sua supporter.
Il 24 ottobre 2008 esce Buongiorno a te, il brano è il terzo singolo che contenuto nell'album Urlo, entra a far parte della colonna sonora di Albakiara - Il film.
Il testo della canzone "Buongiorno a te" ispira Elisabetta Pasquali nella scrittura del libro Il gusto del picchio edito nel 2008.
Nel 2009 esce Perché tutto muore, canzone scritta da Pia per Cosmo Parlato, e inserita nel album Soubrette.
Nel 2009 canta Il mio canto libero insieme a Gianna Nannini, Fiorella Mannoia, Laura Pausini, Giorgia, Elisa ed altre interpreti, riunite nel progetto Amiche per l'Abruzzo per la raccolta fondi destinata alle popolazioni terremotate.
Nel 2010 esce il cd Ti amo anche se non so chi sei, prodotto da Marinella e Roberto Ferri a favore delle associazioni che si occupano della donazione degli organi. La supervisione artistica è di Franco Battiato.
Nel 2011 escono altri due singoli: Com'è bello il mio amore e Sto benissimo scritto con Bettina Baldassarri, prodotti da Pia Tuccitto e arrangiati da Luca Bignardi. Nel 2012 Pia produce L'Italia di Pia una tournée multimediale attraverso l'Italia che si conclude nel 2019.
Nel novembre 2012 Pia viene invitata a rappresentare l’Italia in occasione del Festival del Mar Rosso Red Sea – Italian Festival ad Hurgada in Egitto, per celebrare l’incontro tra la cultura italo-egiziana.
Quest’evento è un’esclusiva dell’Agenzia 23 Music Entertainment di Firenze di Francesca Losappio, manager di Loredana Bertè. Pia collaborerà con lei formando la nuova Bandabertè.
Il 29 ottobre 2013 esce il nuovo singolo di Pia dal titolo 7 Aprile prodotto e arrangiato da Pia Tuccitto e Luca Bignardi.
Il 16 aprile 2014 a WeLove Freak, l’evento organizzato in ricordo di Freak Antoni sul palco dell’Estragon Pia ha cantato “Ti rullo di kartoni”. Dopo quell’esibizione la rocker si è esibita insieme agli Skiantos per sei mesi.
Il 28 agosto esce il singolo My Radio presentato al Il Cairo nell'occasione della 3ª Edizione dell'Italian Egyptian Festival organizzata dal Ministero del Turismo Egiziano.
Il 17 gennaio condivide il palco con Gianni Morandi, Cesare Cremonini e Francesco Renga in occasione dello spettacolo Starteraphy. Il 10 marzo 2015 viene pubblicato su iTunes e su tutti gli Store Digitali Que bonito mi amor, versione spagnola di Com'è bello il mio amore, singolo del 2011. L'uscita della versione spagnola è stata presentata in anteprima radiofonica internazionale su La Tecno Fm 88.3 di Buenos Aires (Argentina).
Il 19 settembre 2015 viene presentato a Bologna il Bovo Tour Ioelei, nato dalla collaborazione tra Pia e Federica Lisi Bovolenta. Nello spettacolo si alternano le letture tratte dal libro Noi non ci lasceremo mai, edito da Mondadori nel 2013, e le canzoni di Pia. Del progetto “ioelei” ne hanno parlato il settimanale Donna al Top, le trasmissioni Barone Rosso e Roxy bar, Domenica In, Maurizio Costanzo Show, Tg2, Tv2000, Rai3, Rai Sport, Rai2, Sky Sport e Radio Dj. Il 7 dicembre la Rocker presenta il suo My Radio Ep, prima raccolta contenente i 4 singoli da indipendente (Com’è bello il mio amore, Sto benissimo, 7 Aprile, My Radio), a Eataly Milano, in occasione della partecipazione di Pia alla Maratona musicale di Cantautrici e Cantautori organizzata dal MEI. 
Il 6 marzo 2016 a Mantova le è assegnato il “Premio Valore al Merito” per la carriera. 
Il 4 ottobre 2019 esce il singolo Tu sei un sogno per me, ft. Federica Lisi. Il nuovo singolo è stato dato in esclusiva in Argentina a Dial RadioTV.
A gennaio 2020 entra a far parte di un programma radiofonico "Motel 5 Stelle" fondato insieme con Marco Mariani Piper, Federica Lisi su Comoradiointernational.
Il 10 gennaio 2020 esce il singolo E..., brano portato al successo da Vasco Rossi nell'album del 2004 Buoni e cattivi e dato in esclusiva in Argentina a Dial RadioTV. Il video del regista Fabio Fiandrini, è trasmesso in anteprima esclusiva su TGcom24.
Il 31 gennaio esce il terzo album della rocker "Romantica io" che è presentato su Sky Sport 24, al Barone Rosso di Red Ronnie e nelle radio argentine Sensaciones Italianas e La Tecno FM 88.3.
Il 19 giugno esce in radio con il singolo Com'è bello il mio amore anche in versione spagnola dell'autrice madrilena Margina Garcia Que monito mi amor. Il singolo è stato dato in esclusiva in Argentina a Dial RadioTV.
Il 23 ottobre esce il terzo brano “Stupida per te” accompagnato dal video dove vede protagonista insieme con Pia il cantautore Franco Simone. Dial Radio Tv ha l’esclusiva per l’Argentina.
Il 29 gennaio 2021 esce il quarto singolo  in bilingue “Perché tutto muore”/“Porque todo muere” (autrice madrilena Marghina Garcia).
L’11 Giugno 2021 esce il nuovo singolo April 7th ft. Erene Mastrangeli, autrice italo-americana dell’adattamento in lingua inglese. Il 18 settembre con il brano Buongiorno a te crea lo spot del programma "Buongiorno Italia" di Gabriela Malusa su Citrica Radio (ARG). Il 1º ottobre 2021 esce il quinto singolo Romantica io, che dà il nome all’album, testo de La Rocker e musica di Corrado Castellari
Il 22 novembre 2023 Claudia Ossaba dalla Colombia apre un gruppo di fans Facebook "Gli amici di Pia Tuccitto.
Il 15 giugno 2024 il brano Se chiudi gli occhi fa da colonna sonora ad un paragrafo del libro Tre fuori di testa in attesa di giudizio di Alfonso De Meo edito Transeuropa.
Il 22 novembre 2024 esce il nuovo singolo Cento e 1000 lacrime, brano folk rock dove Pia introduce l'organetto, strumento inusuale nel suo genere prodotto insieme a Frank Nemola. Il singolo è stato presentato al Tg2 a cura di Cinzia Terlizzi, a Radio Vaticana con Mara Miceli, al Roxy Bar Tv con Red Ronnie, su Skytg24.it e in diversi programmi internazionali (Slovenia, Belgio, Australia, Cile, Argentina). 
Il 31 Gennaio 2025 esce il nuovo singolo “Ora puoi volare” prodotto insieme a Frank Nemola e presentato in anteprima il 29 gennaio nel programma We have the dream di Red Ronnie. il singolo viene presentato in esclusiva nel programma "Buongiorno Italia" di Gabriela Malusa su Citrica Radio (ARG).
Il 30 maggio esce il nuovo singolo “W la libertà” Feat Augusta Melisi che ne ha curato il testo. Il brano, prodotto insieme a Frank Nemola è un inno all’uguaglianza e al rispetto.
Il 4 luglio esce “Un aiuto speciale”,  inno alla solidarietà rivolto alla Romagna alluvionata. Il brano è scritto da Pia e cantato insieme alla cantautrice romagnola Rosy Velasco, prodotto insieme a Frank Nemola. ”.

## Discografia

### Album
- 2005 – Un segreto che…
- 2008 – Urlo
- 2014 - My Radio Ep
- 2020 - Romantica io

### Singoli
- 2001 – Ciao amore (Bollicine, 020 1799912)
- 2003 – Quella vispa di Teresa (EMI, 7243 552584 2 7)
- 2003 – Se chiudi gli occhi
- 2004 – Palermo facci sognare (cantata con Roberto Superchi)
- 2005 – Un segreto che…
- 2006 – Non so baciarti
- 2006 – Io nervosa
- 2007 – La tua foto
- 2007 – Fortitudo solo per amore (cantata con Gaetano Curreri)
- 2008 – Se non ti ammazzo ammazzami tu
- 2008 – Buongiorno a te
- 2011 – Com'è bello il mio amore
- 2011 – Sto benissimo
- 2013 – 7 Aprile
- 2014 – 7 Aprile RMX
- 2014 – My Radio
- 2015 – Que bonito mi amor (testo adattato da Marghina Garcia)
- 2019 – Tu sei un sogno per me
- 2020 – E...
- 2020 – Com'è bello il mio amore - Que bonito mi amor
- 2020 – Stupida per te
- 2021 – Perché tutto muore - Porque todo muere (testo spagnolo adattato da Marghina Garcia)
- 2021 – April 7th (testo inglese adattato e cantato con Erene Mastrangeli)
- 2021 – Romantica io
- 2024 – Cento e 1000 lacrime
- 2025 – Ora puoi volare
- 2025 – W la libertà feat Augusta Melisi
- 2025 – Un aiuto speciale cantato con Rosy Velasco

### Autrice
- 2000 – Una donna da sognare (per l'album Una donna da sognare di Patty Pravo) (Pensiero Stupendo, PEN 498311 2)
- 2000 – Se chiudi gli occhi (per l'album Una donna da sognare di Patty Pravo)
- 2000 – Sparami al cuore (per l'album Una donna da sognare di Patty Pravo)
- 2000 – Count down (per l'album Una donna da sognare di Patty Pravo) (Sony Music, PEN 669591 1)
- 2000 – Buongiorno a te (per l'album Una donna da sognare di Patty Pravo)
- 2000 – Innamorata d'amore (per l'album Una donna da sognare di Patty Pravo)
- 2000 – Parliamone (per l'album Una donna da sognare di Patty Pravo)
- 2003 – Buon compleanno (per l'album Prima di partire di Irene Grandi) (CGD East West, 5050466653840)
- 2003 – Voglio una ninna nanna (per l'album Prima di partire di Irene Grandi) (CGD East West, 5050466653840)
- 2004 – E... (per l'album Buoni o cattivi di Vasco Rossi) (EMI, 7243 5 77672 2 4)
- 2009 – Perché tutto muore (per l'album Soubrette di Gennaro Cosmo Parlato)